# Łužica (журнал)
Łužica, полное название — Łužica. Měsačnik za zabawu a powučenje (в.-луж. Лужица. Ежемесячник для развлечения и поучения) — общественно-культурный и литературный лужицкий журнал, выходивший в Германии с 1882 года по 1937 год. Издавался на верхнелужицком и нижнелужицком языках. Журнал сыграл значительную роль в культурно-политическом возрождении серболужицкого народа. По своему характеру является продолжателем литературных журналов Łužičan (выходил в 1860—1881), Lipa Serbska (выходил в 1876—1880) и предшественником современного литературного журнала Rozhlad.

## История
Первый номер журнала вышел в январе 1882 года по инициативе будишинского преподавателя гимназии Арношта Муки, который был его первым редактором. С 1896 по 1904 года журнал редактировал 25-летний Миклауш Андрицкий. Под его руководством журнал окончательно сформировался как литературное, общественно-политическое издание серболужицкого национального возрождения.
До 1904 года журнал издавал Арношт Мука и до 1909 года — писатель Якуб Барт-Чишинский. После смерти в 1909 году Якуба Барт-Чишинского изданием журнала занимался Марко Смолер (он же до 1911 года был главным редактором). С 1911 по 1914 год главным редактором был Франц Краль и с 1914 года — Арношт Голан.
Из-за Первой мировой войны журнал прекратил своё издание в 1916 году и возобновил свой выпуск в 1920 году. С 1926 года до 1937 года, когда нацистский режим запретил выход всех серболужицких периодических изданий, последним редактором журнала стал Ота Вичаз.
До 1891 года журнал издавался в типографии Яна Смолера, потом — в типографии Якуба Германа. С 1920 года журнал печатался в типографии организации «Матица сербская».
В 1908 году журнал насчитывал 240 подписчиков.